# 大埔瞭望台
大埔瞭望台（英語：Tai Po Lookout）位於香港新界大埔滘瞭望里11號，約於1900年代初興建，現時已被古物古蹟辦事處列為一級歷史建築。

## 歷史
大埔瞭望台位於大埔滘一個小山崗上，眺望吐露港，風景優美。1904年，曾任職香港工務局的英國土木工程師羅倫斯·傑斯（Lawrence Gibbs）看中了當地的優美風景，購入該地皮作自住用，並親自設計和興建該住宅。1929年，瞭望台被售予Herbert Austin Rogers。1933年瞭望台再被售予助理律政司傅瑞憲（John Alexander Fraser），日治期間，傅瑞憲被日軍囚禁並死於赤柱拘留營內，而瞭望台則被日軍所徵用作嚴刑拷問犯人之用。1947年，瞭望台由政府購入，改為政府官員的官邸。1996年，政府將瞭望台租給愛滋寧養服務協會作末期愛滋病患者療養所。2000年後由政府產業署租出作住宅用途。

## 建築特色
瞭望台是一座單層平頂殖民地建築，建有拱柱陽廊以適應香港濕熱的天氣。建築物最突出的是圓柱形的瞭望塔，塔的外牆有多個長方形孔，以便俯瞰大埔區及大埔海的形勢。瞭望塔亦是一個水塔，儲存由山澗流下的水源作食水之用。

## 外部連結
- 大埔瞭望台 （页面存档备份，存于）